# Philippe Takla
Philippe Takla (né le 3 février 1915 à Zouk Mikael et mort le 10 juillet 2006) est un avocat, diplomate et homme politique libanais.

## Biographie
Philippe Takla est né en 1915. Il a suivi des études au collège de Antoura. Il s’est ensuite inscrit à l’Institut français de droit, décrochant sa licence en droit alors qu’il n’avait même pas vingt ans.
À la mort de son frère aîné Sélim Takla en 1945, il se présente aux élections législatives pour le siège catholique du mont Liban où il est élu une première fois député, avant d’être réélu en 1947 au Chouf, puis à Baalbek en 1957.
Ses obsèques ont eu lieu en l’église grecque-catholique de Beyrouth, le 12 juillet 2006. Il a été inhumé dans le caveau familial de Zouk Mikael.
L'homme politique Youssef Takla est un de ses parents.

## Fonctions

### Fonctions ministérielles
- Ministre de l'Économie de 1946 à 1952.
- Ministre des Affaires étrangères :
  - En 1952.
  - En 1958.
  - De 1960 à 1964.
  - De 1964 à 1965.
  - En 1966.
  - De 1974 à 1975.
  - De 1975 à 1976.

### Autres fonctions
- Gouverneur de la Banque du Liban de 1965 à 1967.
- Ambassadeur du Liban en France de 1967 à 1975.